# Aburistinae
Sous-famille
Les Aburistinae sont une sous-famille d'opilions laniatores de la famille des Assamiidae.

## Distribution
Les espèces de cette sous-famille se rencontrent en Afrique de l'Ouest.

## Liste des genres
Selon World Catalogue of Opiliones (30/05/2021) :
- Aburista Roewer, 1935
- Aburistella Lawrence, 1947
- Bancoella Lawrence, 1947
- Banconyx Lawrence, 1947
- Sokodea Roewer, 1935
- Typhlobunellus Roewer, 1927
- Typhloburista Lawrence, 1947

## Publication originale
- Roewer, 1935 : « Alte und neue Assamiidae. Weitere Weberknechte VIII (8. Ergänzung der "Weberknechte der Erde" 1923). » Veröffentlichungen aus dem Deutschen Kolonial- und Übersee-Museum in Bremen, vol. 1, no 3, p. 1–168.